# Suurisuo (sumpmark i Finland, Kymmenedalen, lat 60,75, long 27,58)
Suurisuo är en sumpmark i Finland. Den ligger i Miehikkälä i landskapet Kymmenedalen, i den södra delen av landet, 160 km öster om huvudstaden Helsingfors.